# ColineOpéra
ColineOpéra est un fonds de dotation qui, avec la collaboration des plus grandes voix du monde, produit des opéras et des récitals lyriques au profit d'associations œuvrant dans le domaine de la santé, de la protection et de l'éducation d'enfants en danger; La chaîne de l'espoir, la Fondation MVE et l'Association Toutes à l'École.